# Константин Калканджиев
Константин (Костадин, Коста) Петков Калканджиев е български революционер, деец на Македонския комитет и Вътрешната македоно-одринска революционна организация.

## Биография
Константин Калканджиев е роден през 1871 година във Варна, но по произход е от Малко Търново, тогава в Османската империя. Вероятно е племенник на униатския свещеник Петър Калканджиев. През 1895 година се присъединява към Македонския комитет на Трайко Китанчев и участва в Мелнишката акция.
В началото на 1902 година, по желание на Костурския революционен район, ВМОРО изпраща Константин Калканджиев и Иван Попов, които да подобрят военната подготовка в района. Лазар Киселинчев ги посреща в Пирея на 11 май 1902 година и ги препраща през Тесалия за Македония. Константин Калканджиев е арестуван от гръцките власти и лежи 3 месеца в затвора в Лариса, след което се отказва да продължи за Костурско и се връща в България.
Става четник при Георги Кондолов. През февруари 1903 година Константин Калканджиев влиза в четата на Михаил Герджиков в Одрински революционен окръг и участва в опита за атентат при гара Синекли през февруари 1903 година.
Делегат е на конгреса на Петрова нива на Одринския революционен окръг, където участва като околийски войвода на Бунархисарския революционен район. По време на Илинденско-Преображенското въстание е войвода на Пенешкия революционен участък и превзема село Пенека. Четата прекъсва съобщенията между Мидия и Лозенград и Бунар Хисар и Виза.
| Чета на Коста Калканджиев в Солунско, 16 март 1905 година | Чета на Коста Калканджиев в Солунско, 16 март 1905 година | Чета на Коста Калканджиев в Солунско, 16 март 1905 година | Чета на Коста Калканджиев в Солунско, 16 март 1905 година | Чета на Коста Калканджиев в Солунско, 16 март 1905 година |
| Номер                                                     | Име                                                       | Селище                                                    | Околия                                                    | Забележка                                                 |
| --------------------------------------------------------- | --------------------------------------------------------- | --------------------------------------------------------- | --------------------------------------------------------- | --------------------------------------------------------- |
| 1.                                                        | Коста Калканджиев                                         | Малко Търново                                             | Одринска                                                  |                                                           |
| 2.                                                        | Трайко Якимов                                             | Куманово                                                  | Кумановска                                                |                                                           |
| 3.                                                        | Андрея Повивков                                           | Градец                                                    | Котленска                                                 |                                                           |
| 4.                                                        | Мицо Ан. Айгъров                                          | Дамян                                                     | Ениджевардарска                                           | [ 4 ]                                                     |

През 1905 година Константин Калканджиев е в струмишката чета на капитан Александър Протогеров. След Младотурската революция се легализира. През Балканската война се записва доброволец в Македоно-одринското опълчение и служи в Нестроевата рота на 5 одринска дружина. Убит е през Междусъюзническата война в сражение със сръбски войски на 8 юли 1913 година на връх Говедарник.